# Lobularia arabica
Lobularia arabica är en korsblommig växtart som först beskrevs av Pierre Edmond Boissier, och fick sitt nu gällande namn av Reinhold Conrad Muschler. Lobularia arabica ingår i släktet strandkrassingar, och familjen korsblommiga växter. Inga underarter finns listade i Catalogue of Life.